# 費爾凱塞杜古省
9°35′N 5°12′W / 9.583°N 5.200°W

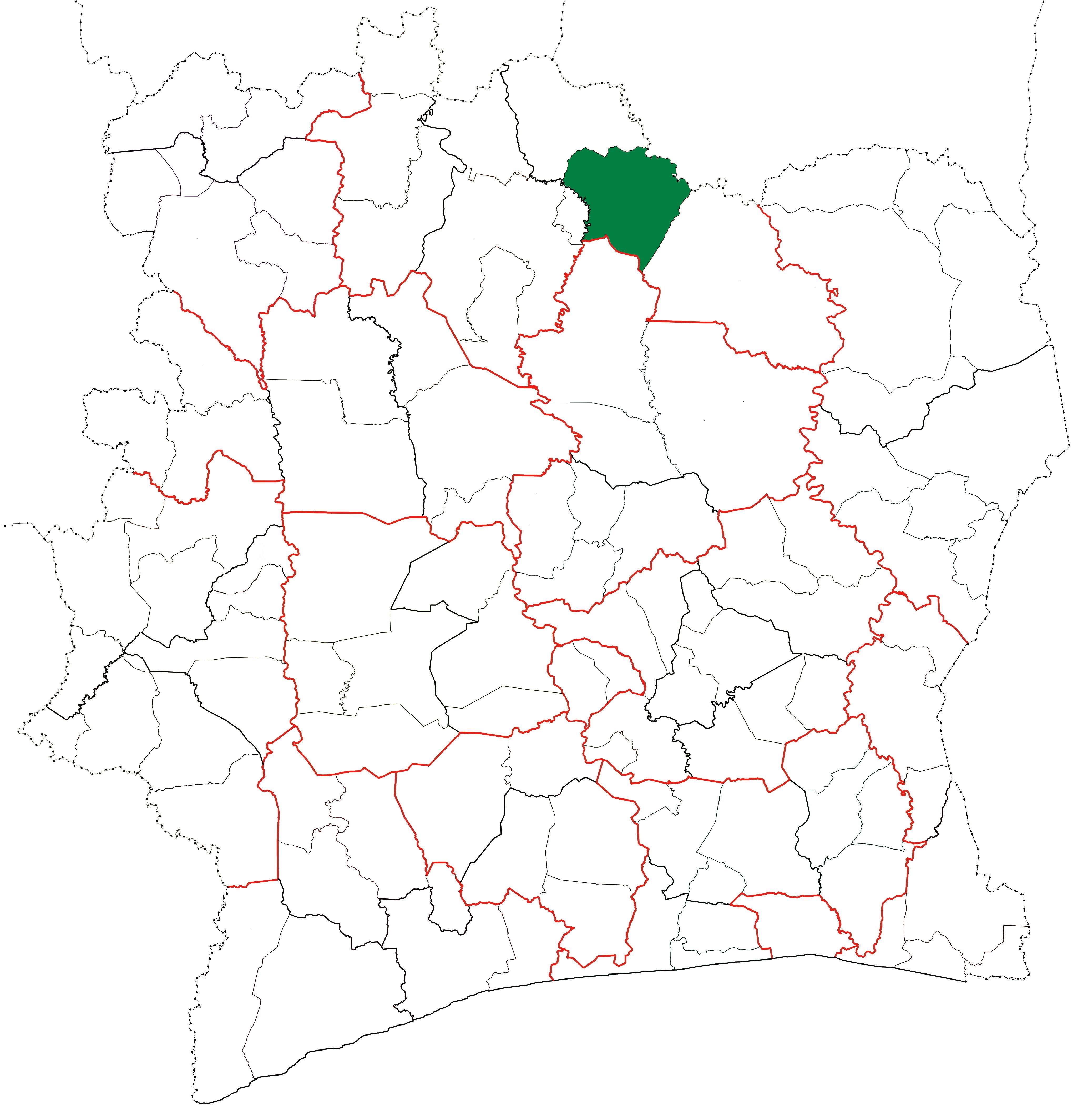

費爾凱塞杜古省（Ferkessédougou Department），是科特迪瓦的省份，位於該國北部薩瓦內區，由特紹洛戈大區負責管轄，首府設於費爾凱塞杜古，成立於1969年，2014年人口143,263。